# Guatire Fútbol Club
El Guatire Fútbol Club fue un club de fútbol profesional venezolano, recientemente establecido en la ciudad de Guatire. Fue fundado el 1 de enero de 2011 como "Club Atlético Miranda", establecido inicialmente en la ciudad de Los Teques, mediante la compra o cesión del cupo del equipo capitalino SD Centro Italo. Militó en la Segunda División de Venezuela hasta la temporada 2013-2014.

## Historia
La temporada debut del Atlético Miranda fue la Segunda División Venezolana 2011/12, en el Apertura 2011 domina ampliamente el grupo Centro-Oriental, siendo primeros de grupo con un total de 31 puntos obtenidos y tan solo una derrota a lo largo del torneo, logrando así el pase hacia el torneo por el Ascenso a la Primera División de Venezuela de esa temporada. Al siguiente semestre, termina el Torneo de Ascenso 2012 en la quinta posición, obteniendo 22 unidades producto de 5 victorias, 7 empates y 6 derrotas.
En el Torneo Apertura 2012 de la Segunda División Venezolana 2012/13, los Guerreros de Guaicaipuro, como se les conocía anteriormente, lograron un total de 10 triunfos a lo largo del torneo, culminando en la segunda posición con un total de 31 unidades, a 5 puntos del líder SC Real Anzoátegui, lo que le permite disputar el Torneo de Ascenso a Primera División por segunda vez consecutiva, y segunda vez en su corta historia. En el Torneo Ascenso 2013, el cuadro mirandino culmina en la octava colocación, con 18 unidades y una diferencia de -9, con lo que permanece en la categoría para la temporada 2013-2014, que comenzó con el Clasificatorio 2013, donde el cuadro mirandino logra ser segundo lugar del Grupo Centro-Oriental, sumando 28 unidades producto de 7 triunfos, igual cantidad de empates y 4 derrotas, lo que le permite disputar la Serie de Ascenso 2014, torneo en el que finaliza en la séptima posición, tras sumar 22 puntos en 18 partidos.
Tras darse a conocer la noticia de que Estudiantes de Caracas SC, tomaría parte en la temporada 2014-2015 de la Segunda División, comenzó a rumorarse sobre la fusión de Guatire FC con el mencionado conjunto, tomando el cuadro estudiantil el lugar del equipo mirandino, desapareciendo el equipo anteriormente conocido como SD Centro Ítalo y Club Atlético Miranda.

### Cambio de Nombre
El 8 de agosto de 2013, mediante su cuenta Twitter oficial, el Club Atlético Miranda anuncia el cambio de nombre de equipo a Guatire Fútbol Club, y posterior mudanza a la ciudad mirandina de Guatire, capital del municipio Zamora.

### Copa Venezuela
Hace su debut en la Copa Venezuela el 29 de agosto de 2012 enfrentando de local al Caracas FC, en el Estadio Brígido Iriarte de la ciudad de Caracas. Encuentro que terminaría con triunfo de 4-2, el autor del primer gol del Club Atlético Miranda en una Copa Venezuela de Fútbol fue de Jean Escalona al minuto 12.
En Copa Venezuela el 28 de agosto de 2013 enfrentan de locales a Tucanes de Amazonas, en el Estadio Brígido Iriarte de la ciudad de Caracas. Encuentro que terminaría a favor de Guatire FC 1 - 0 con gol de Hermes Orejuela.

## Datos del club
- Temporadas en 1.ª División: Ninguna
- Temporadas en 2.ª División: 3 (2011/12- 2013/14)
- Mejor puesto en liga: 4.º de 10 (2011/12)